# Kétszínű tölcsérgomba
A kétszínű tölcsérgomba (Clitocybe metachroa) a pereszkefélék családjába tartozó, Európában és Észak-Amerikában honos, lomberdőkben, fenyvesekben élő, nem ehető gombafaj.

## Megjelenése
A kétszínű tölcsérgomba kalapja 2-5 (7) cm széles, alakja fiatalon domború, később laposan kiterül, közepe bemélyedő lesz. Széle nedvesen áttetszően bordás. Felszíne szárazon sima, nedvesen zsírosan fénylő. Színe halvány szaruszürke, húsbarnás, szürkésbarna. Szárazon fehéres, szürkés vagy világosbézs (higrofán); közepe sokáig sötétebb. 
Húsa vékony, rostos, viszonylag szívós; színe halvány szürkésbarnás. Föld- vagy néha kissé aromás gombaszagú, földszagú (soha nem lisztszagú); íze nem jellegzetes, némileg kellemetlenül állott. 
Lemezei tönkhöz nőttek, kissé lefutók, sok a féllemez. Színük piszkosfehér, halványszürke, élük fehéres.
Tönkje 3-5,5 cm magas és 0,4-0,8 cm vastag. Alakja hengeres vagy kissé lapított. Színe világosbarna, olívszürke vagy szürkésbézs. Felülete ezüstösen szálas.
Spórapora fehér. Spórája megnyúlt ellipszoid, majdnem hengeres, mérete 6-8 x 3,6-4,5 μm.

### Hasonló fajok
A komposzttölcsérgomba, a szürkéslemezű tölcsérgomba, a hússzínű tölcsérgomba, a kisspórás tölcsérgomba, a lisztszagú tölcsérgomba hasonlíthat hozzá.

## Elterjedése és termőhelye
Európában és Észak-Amerikában honos. Magyarországon ritka.
Inkább fenyvesekben él, de lomberdőkben is előfordul. Az avar szerves anyagait bontja. Októbertől december elejéig terem. 
Nem ehető, rokonai között mérgezők is vannak.    

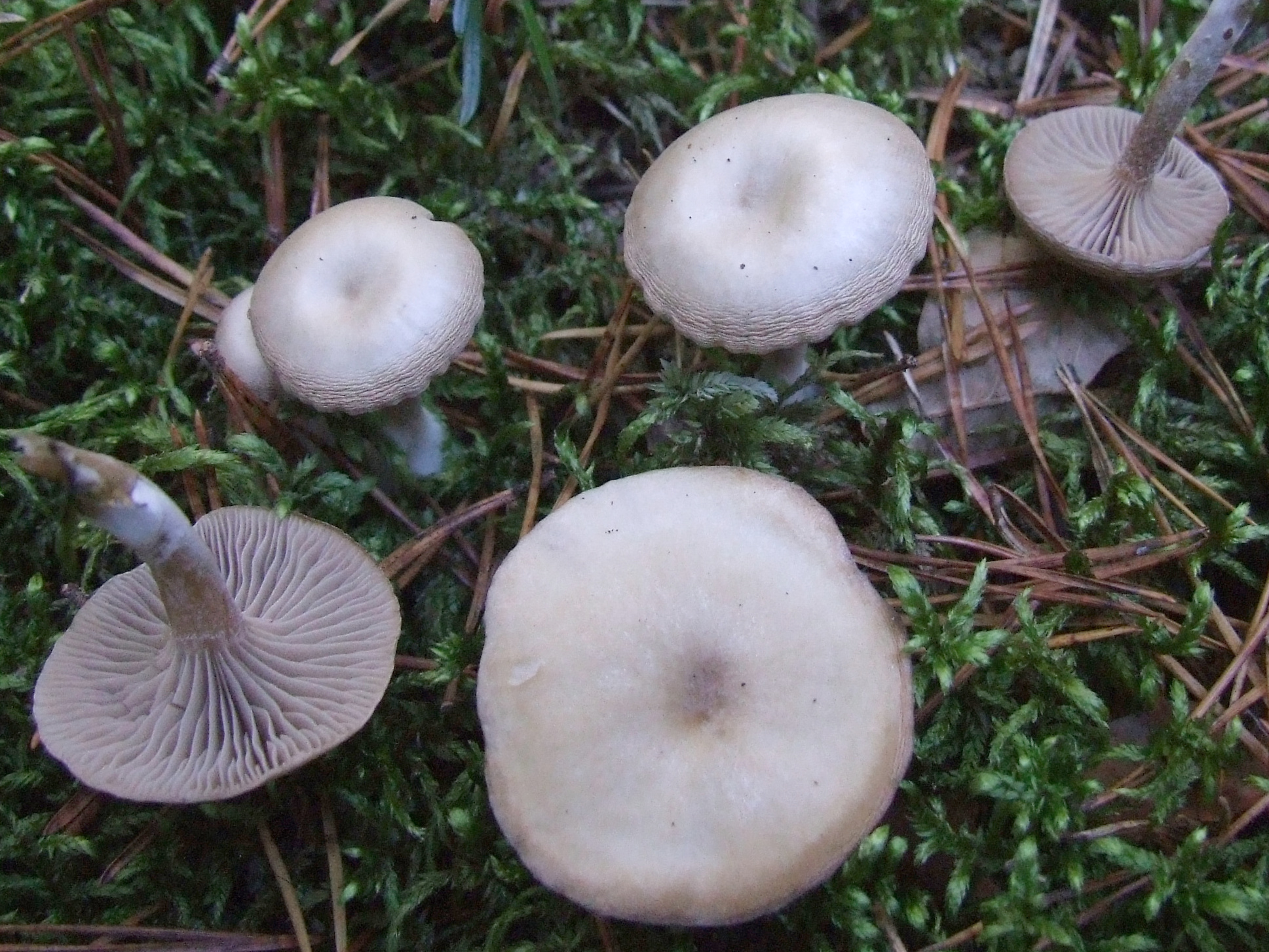
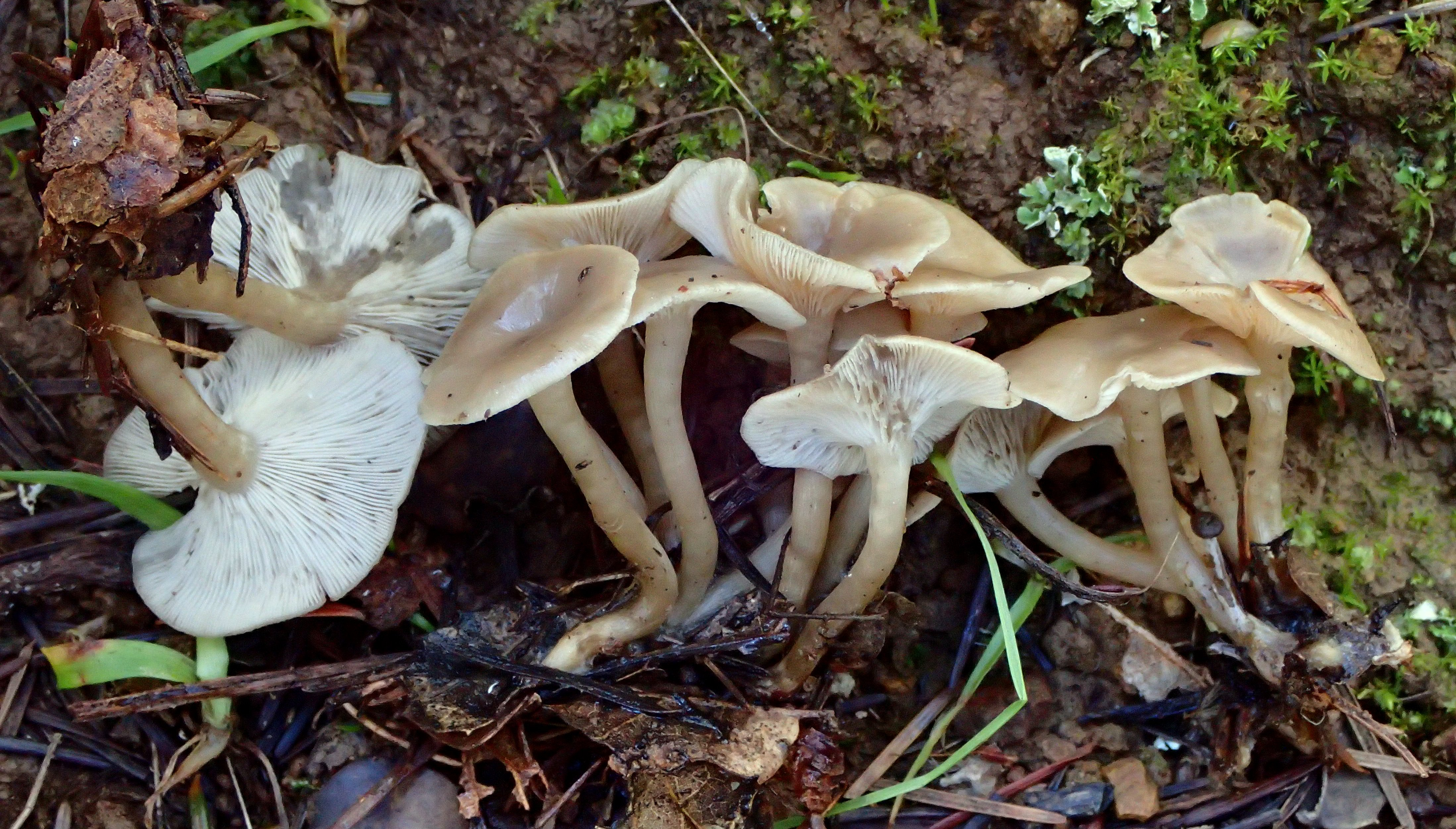
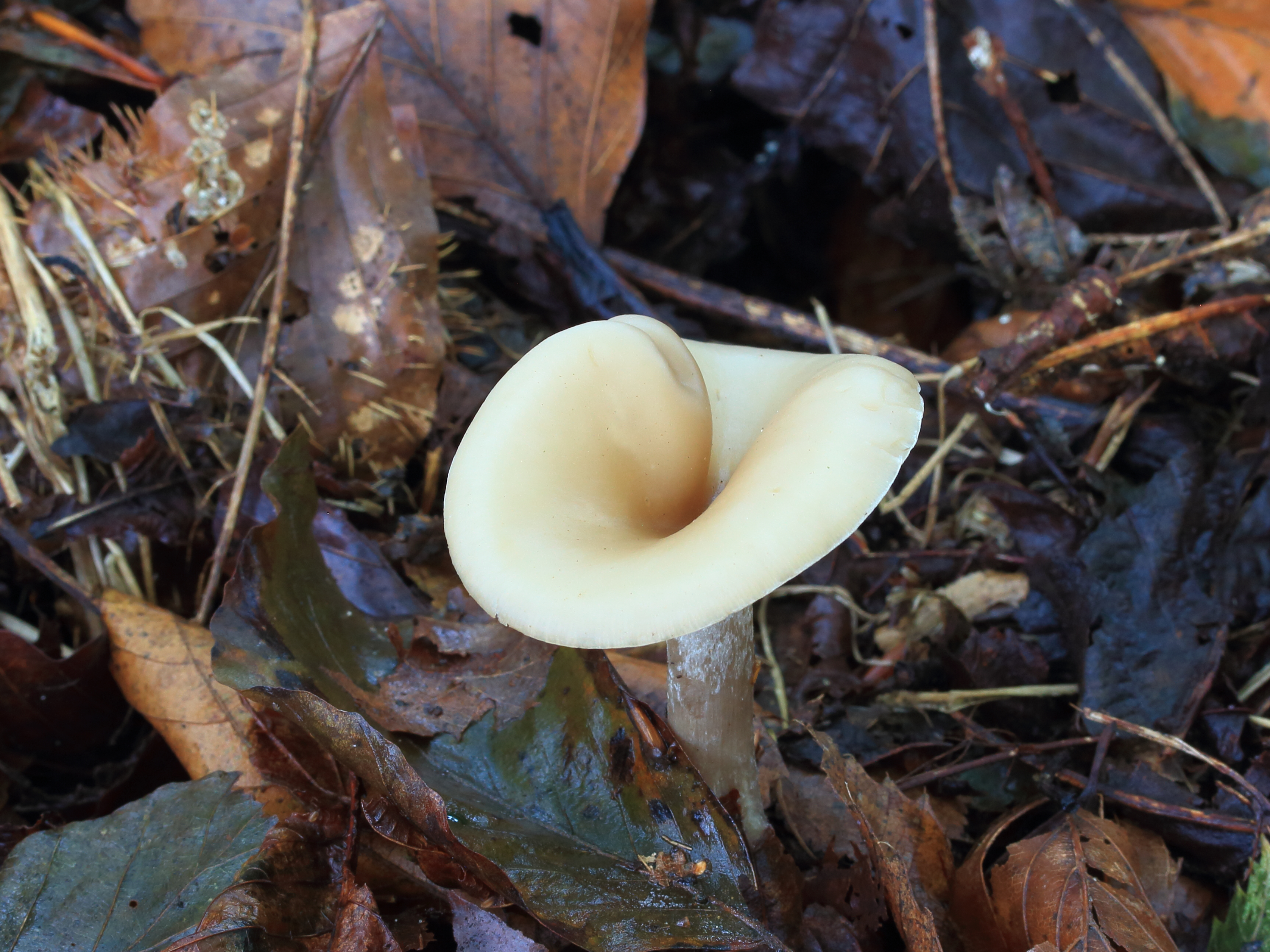
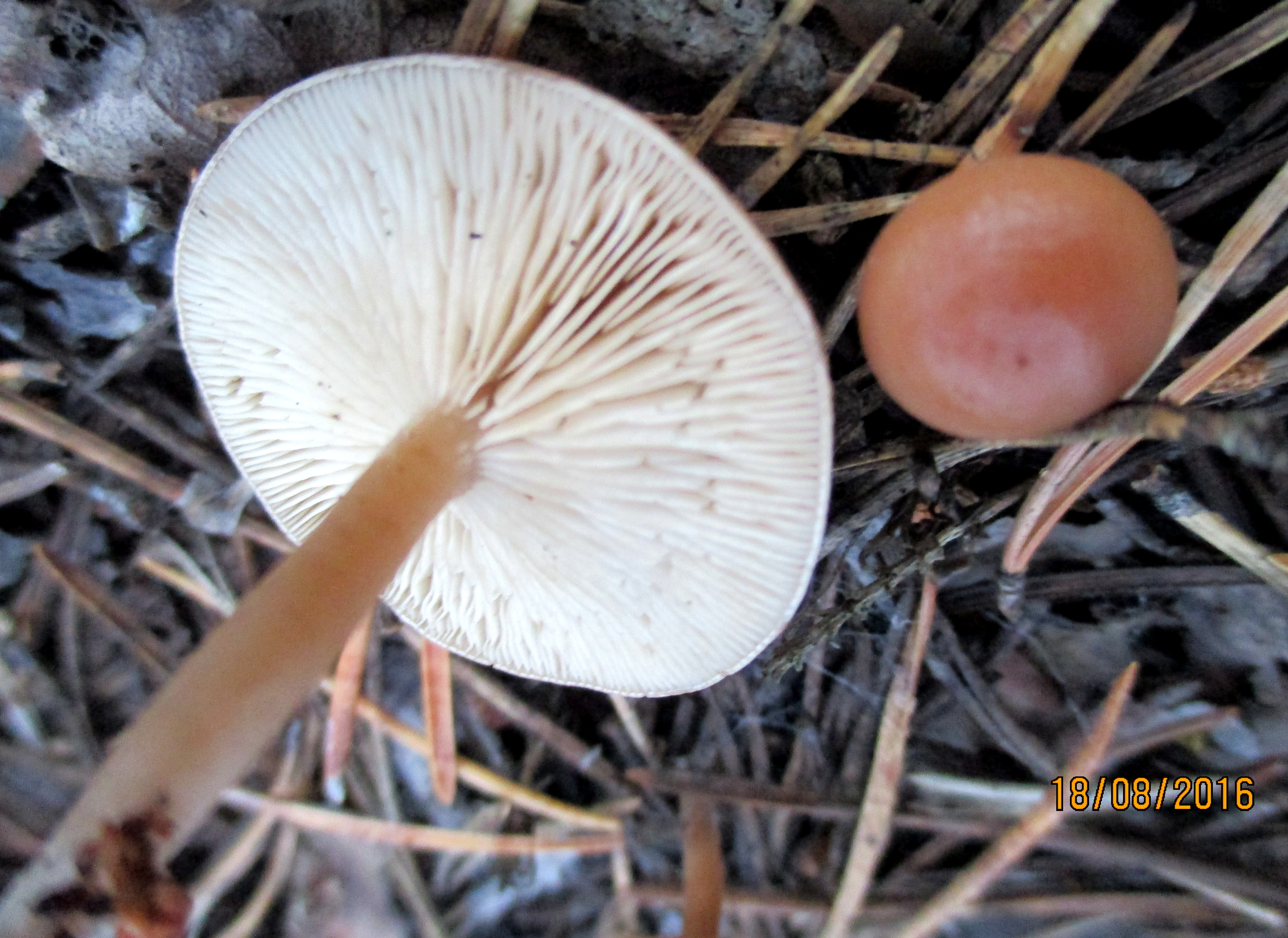